# Yujia (sockenhuvudort i Kina, Jiangxi Sheng, lat 28,17, long 117,02)
Yujia är en sockenhuvudort i Kina. Den ligger i provinsen Jiangxi, i den sydöstra delen av landet, omkring 120 kilometer sydost om provinshuvudstaden Nanchang. Antalet invånare är 23 630. Befolkningen består av 10 924 kvinnor och 12 706 män. Barn under 15 år utgör 24,0 %, vuxna 15-64 år 69 %, och äldre över 65 år 5,0 %.
Runt Yujia är det ganska tätbefolkat, med 222 invånare per kvadratkilometer. Närmaste större samhälle är Yingtan, 6,9 km norr om Yujia. Trakten runt Yujia består till största delen av jordbruksmark.
Genomsnittlig årsnederbörd är 2 741 millimeter. Den regnigaste månaden är juni, med i genomsnitt 480 mm nederbörd, och den torraste är oktober, med 37 mm nederbörd.